# Mozorro
Mozorro est le mot basque désignant tout à la fois un insecte, un masque, une personne déguisée ou un épouvantail. 

## Mythologie

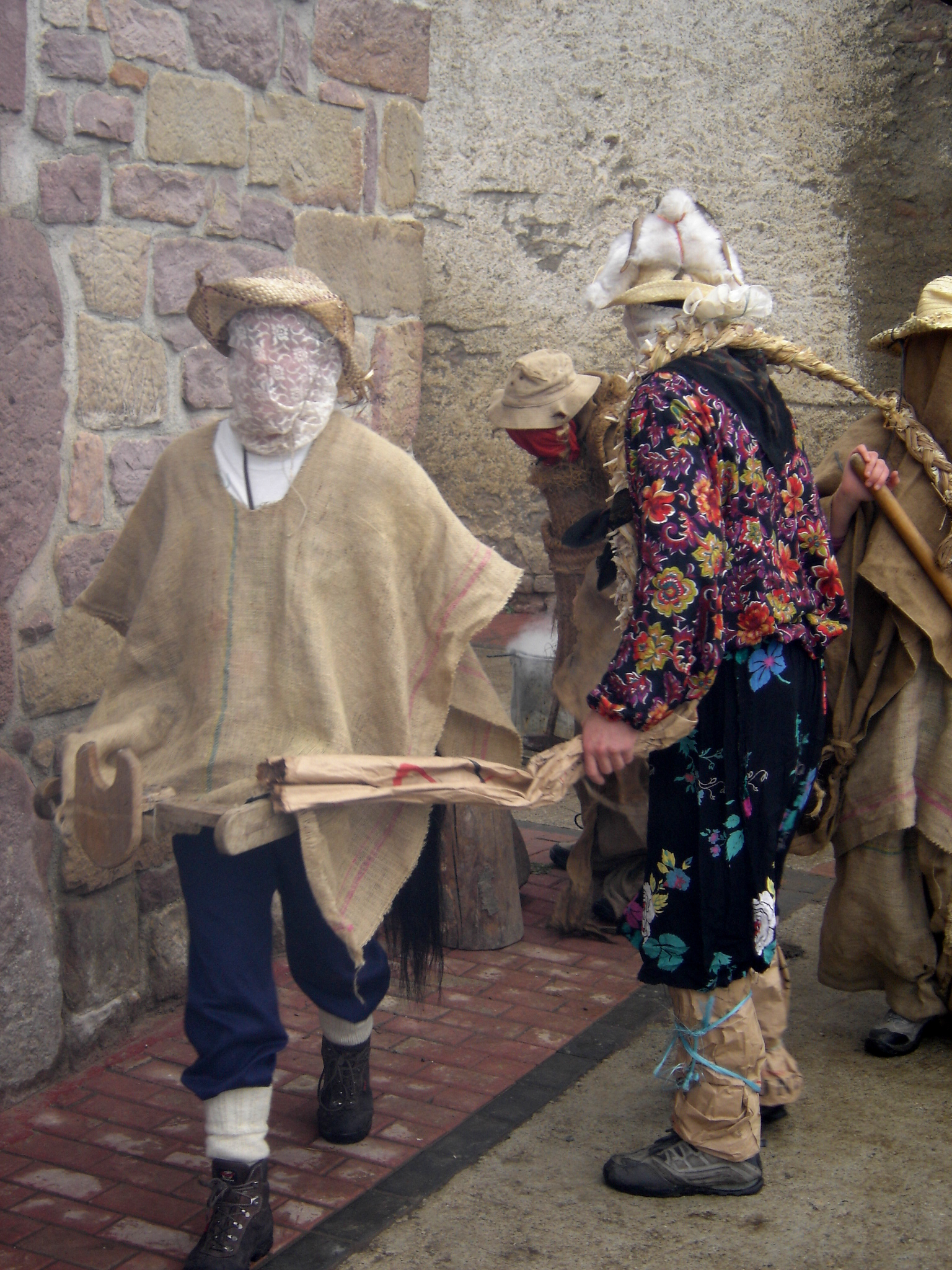
Mozorroak au carnaval de Lantz.

C'est ainsi que l'on désigne des génies familiers dans la région d'Albiztur. Voici ce qui disaient les gens du village :
Santagueda fut, de son temps, le meilleur aizkolari (bûcheron) des environs. Natif de Santagueda (sa maison) à Beizama (Guipuscoa). Non seulement il était très fort dans le débitage des troncs, mais il l'était également dans toute espèce de jeu et toujours, ou presque, il sortait vainqueur. C'est pour cela que beaucoup disaient que Santagueda avait les mozorroak (pluriel de mozorro) avec lui. C'était d'efficaces compagnons. Voir également Mamur.

## Festivités
Au mois de février, dans les célébrations de la ville d'Arantza, les jeunes s'habillent de blanc avec un mouchoir, en plaçant des pompons et des bandes de papier multicolores sur le dos. Les mozorro zuriak et mozorro beltzak (mozorro blancs et noirs en basque), nom avec lequel ils sont connus, parcourent les différents quartiers en demandant de l'argent pour organiser un banquet pour tout le village le week-end.

## Étymologie
Mozorro signifie « masque » en basque. Le suffixe a désigne l'article : mozorroa se traduit donc par « le masque ».